# 2007–2008-as skót labdarúgó-bajnokság (első osztály)
A 2007–2008-as skót labdarúgó-bajnokság (első osztály) a Scottish Premier League tizedik szezonja volt. 2007. augusztus negyedikén kezdődött, és a tervek szerint 2008. május 18. lett volna az utolsó forduló napja. Ám a rossz idő miatt télen elhalasztott meccsek, a Motherwell FC csapatkapitánya, Phil O’Donnell halála, valamint a Rangers FC 2008. májusi UEFA Kupa-döntője miatt a Skót labdarúgó-szövetség úgy döntött, hogy az utolsó meccseket 2008. május 22-én kell lejátszani.
A bajnok a Celtic FC lett, amely így a 2008-2009-es Bajnokok Ligája csoportkörébe jutott. A második helyen végző Rangers a 2008-2009-es BL második selejtezőfordulójába kvalifikálta magát. A harmadik helyezett Motherwell FC, valamint a másodosztályú, ám kupadöntős Queen of the South a 2008-2009-es UEFA Kupában indul, előbbi az első fordulóban, utóbbi a második selejtezőkörben. A 2008-as Intertotó Kupa skót részvevője a Hibernian FC. A szezon végén a Gretnát rossz pénzügyi helyzete miatt kizárták a harmadosztályba, majd feloszlott. Feljutott a másodosztály győztese, a Hamilton Academical FC.
A Gretna első idényét töltötte az első osztályban, a tavalyi évben kiesett Dunfermline helyett.
A szezon során minden csapat saját stadionját használta, kivéve a Gretnát, amely kénytelen volt a Motherwell FC (Fir Park) és a Livingston FC (Almondvale Stadium) stadionjaiban játszani hazai mérkőzéseit.

## A végeredmény
| #   | Csapat           | M  | GY | D  | V  | G+ – G– | GK  | P  | Megjegyzések                      |
| --- | ---------------- | -- | -- | -- | -- | ------- | --- | -- | --------------------------------- |
| 1.  | Celtic FC (B)    | 38 | 28 | 5  | 5  | 84–26   | +58 | 89 | Bajnokok Ligája (csoportkör)      |
| 2.  | Rangers FC       | 38 | 27 | 5  | 6  | 84–33   | +51 | 86 | Bajnokok Ligája (3. selejtezőkör) |
| 3.  | Motherwell FC    | 38 | 18 | 6  | 14 | 50–46   | +4  | 60 | UEFA-kupa (1. forduló)            |
| 4.  | Aberdeen FC      | 38 | 15 | 8  | 15 | 50–58   | −8  | 53 |                                   |
| 5.  | Dundee United FC | 38 | 14 | 10 | 14 | 53–47   | +6  | 52 |                                   |
| 6.  | Hibernian FC     | 38 | 14 | 10 | 14 | 49–45   | +4  | 52 | Intertotó-kupa (2. forduló)       |
| 7.  | Falkirk FC       | 38 | 13 | 10 | 15 | 45–49   | −4  | 49 |                                   |
| 8.  | Hearts           | 38 | 13 | 9  | 16 | 47–55   | −8  | 48 |                                   |
| 9.  | Inverness        | 38 | 13 | 4  | 21 | 51–62   | −11 | 43 |                                   |
| 10. | St. Mirren FC    | 38 | 10 | 11 | 17 | 26–54   | −28 | 41 |                                   |
| 11. | Kilmarnock FC    | 38 | 10 | 10 | 18 | 39–52   | −13 | 40 |                                   |
| 12. | Gretna FC (K)    | 38 | 5  | 8  | 25 | 32–83   | −51 | 13 | Scottish Football League          |

Forrás: BBC Sport 
A rangsorolás alapszabályai: 1. összpontszám, 2. egymás elleni eredmények összpontszáma, 3. gólkülönbség, 4. szerzett gólok száma.
A Gretna FC-től bizonytalan anyagi helyzetük miatt 10 pontot levontak.
(B): Bajnokcsapat, (K): Kieső csapat, (F): Feljutó csapat, (I): Kupainduló, (R): A rájátszás győztese, (KGY): Kupagyőztes

## Jelentős események
2007. december 29.: A Motherwell csapatkapitánya, Phil O’Donnell egy Dundee United elleni mérkőzésen összeesett a pályán, és még aznap este meghalt.
2008. március 29.: A Gretna már matematikailag is biztos kieső, miután 2-0-ra kikapott a St. Mirren-től.
2008. április 19.: Feljutott a másodosztályt megnyerő Hamilton, miután a Clyde ellen 2-0-ra győzött.
2008. május 22.: A Celtic zsinórban harmadszor lett bajnok, köszönhetően a Dundee United elleni 1-0-s sikernek.
2008. május 29.: A Gretnát kizárták a harmadosztályba, miután igazgatójuk nem tudta garantálni, hogy a következő szezon meccseit meg tudják majd rendezni.
2008. június 2.: A Gretna töröltette magát a liga csapatai közül, miután az igazgató kijelentette, nem képesek folytatni üzleti vállalkozásként való működésüket.

## Mérkőzések

### 1-22. forduló
Az elsőtől a huszonkettedik fordulóig minden csapat minden csapat ellen játszott két meccset - egyet otthon, egyet idegenben.
|     | ABE | CEL | DUN | FAL | GRE | HEA | HIB | INV | KIL | MOT | RAN | SMI |
| --- | --- | --- | --- | --- | --- | --- | --- | --- | --- | --- | --- | --- |
| ABE | X   | 1-3 | 2-0 | 1-1 | 2-0 | 1-1 | 3-1 | 1-0 | 2-1 | 1-2 | 1-1 | 4-0 |
| CEL | 3-0 | X   | 3-0 | 4-0 | 3-0 | 5-0 | 1-1 | 5-0 | 0-0 | 3-0 | 2-1 | 1-1 |
| DUN | 1-0 | 0-2 | X   | 2-0 | 1-2 | 4-1 | 0-0 | 0-1 | 2-0 | 1-0 | 2-1 | 2-0 |
| FAL | 0-0 | 1-4 | 3-0 | X   | 2-0 | 2-1 | 1-1 | 1-0 | 1-1 | 1-0 | 1-3 | 0-1 |
| GRE | 1-1 | 1-2 | 3-2 | 0-4 | X   | 1-1 | 0-1 | 0-4 | 1-2 | 1-2 | 1-2 | 0-0 |
| HEA | 4-1 | 1-1 | 1-3 | 4-2 | 1-1 | X   | 0-1 | 2-3 | 1-1 | 1-2 | 4-2 | 0-1 |
| HIB | 3-3 | 3-2 | 2-2 | 1-1 | 4-2 | 1-1 | X   | 1-0 | 4-1 | 1-0 | 1-2 | 0-1 |
| INV | 1-2 | 3-2 | 0-3 | 4-2 | 3-0 | 2-1 | 2-0 | X   | 3-1 | 0-3 | 0-3 | 1-0 |
| KIL | 0-1 | 1-2 | 2-1 | 0-1 | 3-3 | 3-1 | 2-1 | 2-2 | X   | 0-1 | 1-2 | 0-0 |
| MOT | 3-0 | 1-4 | 5-3 | 0-3 | 3-0 | 0-2 | 2-1 | 2-1 | 1-2 | X   | 1-1 | 1-1 |
| RAN | 3-0 | 3-0 | 2-0 | 7-2 | 4-0 | 2-1 | 0-1 | 2-0 | 2-0 | 3-1 | X   | 2-0 |
| SMI | 0-1 | 1-5 | 0-3 | 1-5 | 1-0 | 1-3 | 2-1 | 2-1 | 0-0 | 0-1 | 0-3 | X   |

Utolsó frissítés: 2008. szeptember 26.
Magyarázat: A hazai csapat a bal oszlopban, a vendég csapat a felső sorban van.

### 23-33. forduló
A 23-33. fordulóban minden csapat minden csapattal egy meccset játszott - vagy otthon vagy idegenben. Így az 1-33. fordulóban minden csapat minden csapat ellen három találkozón szerepelt - vagy kétszer otthon és egyszer idegenben vagy kétszer idegenben és egyszer otthon.
|     | ABE | CEL | DUN | FAL | GRE | HEA | HIB | INV | KIL | MOT | RAN | SMI |
| --- | --- | --- | --- | --- | --- | --- | --- | --- | --- | --- | --- | --- |
| ABE | X   | 1-5 | X   | 2-1 | 3-0 | 0-1 | X   | X   | X   | 1-1 | X   | 1-1 |
| CEL | X   | X   | 0-0 | X   | X   | 3-0 | X   | 2-1 | 1-0 | 0-1 | X   | X   |
| DUN | 3-0 | X   | X   | 0-0 | X   | X   | 1-1 | X   | X   | 2-0 | 3-3 | 1-1 |
| FAL | X   | 0-1 | X   | X   | X   | X   | 0-2 | X   | 0-0 | 0-0 | X   | 4-0 |
| GRE | X   | 0-3 | 0-3 | 2-0 | X   | X   | X   | 1-2 | 4-2 | 1-3 | X   | X   |
| HEA | X   | X   | 1-0 | 0-0 | 2-0 | X   | 1-0 | X   | X   | X   | 0-4 | X   |
| HIB | 3-1 | 0-2 | X   | X   | 4-2 | X   | X   | 2-0 | 2-0 | X   | X   | 2-0 |
| INV | 3-4 | X   | 1-1 | 0-1 | X   | 0-3 | X   | X   | X   | X   | 0-1 | X   |
| KIL | 3-1 | X   | 1-2 | X   | X   | 0-0 | X   | 4-1 | X   | X   | 0-2 | 1-0 |
| MOT | X   | X   | X   | X   | X   | 0-1 | 1-0 | 3-1 | 1-0 | X   | 1-1 | X   |
| RAN | 3-1 | 1-0 | X   | 2-0 | 4-2 | X   | 2-1 | X   | X   | X   | X   | 4-0 |
| SMI | X   | 0-1 | X   | X   | 2-0 | 1-1 | X   | 1-1 | X   | 3-1 | X   | X   |

Utolsó frissítés: 2008. szeptember 27.
Magyarázat: A hazai csapat a bal oszlopban, a vendég csapat a felső sorban van.

### 34-38. forduló
A 34-38. fordulóban minden csapat minden olyan csapattal játszott egy meccset (otthon vagy idegenben), amely a tabella vele azonos felében van. A hat erősebb csapat a felsőházban, a hat gyengébb az alsóházban küzdött.
|     | ABE | CEL | DUN | HIB | MOT | RAN |
| --- | --- | --- | --- | --- | --- | --- |
| ABE | X   | X   | 2-1 | 2-1 | X   | 2-0 |
| CEL | 1-0 | X   | X   | 2-0 | X   | 3-2 |
| DUN | X   | 0-1 | X   | 1-1 | X   | X   |
| HIB | X   | X   | X   | X   | 0-2 | 0-0 |
| MOT | 2-1 | 1-2 | 2-2 | X   | X   | X   |
| RAN | X   | X   | 3-1 | X   | 1-0 | X   |

|     | FAL | GRE | HEA | INV | KIL | SMI |
| --- | --- | --- | --- | --- | --- | --- |
| FAL | X   | 0-0 | 2-1 | 2-1 | X   | X   |
| GRE | X   | X   | 1-0 | X   | X   | X   |
| HEA | X   | X   | X   | 1-0 | 0-2 | 3-2 |
| INV | X   | 6-1 | X   | X   | 3-0 | 0-0 |
| KIL | 2-1 | 1-1 | X   | X   | X   | X   |
| SMI | 1-0 | 0-0 | X   | X   | 1-0 | X   |

## A góllövőlista élmezőnye
| Név                        | Gólok | Csapat                 |
| -------------------------- | ----- | ---------------------- |
| Scott McDonald             | 25    | Celtic                 |
| Jan Vennegoor of Hesselink | 15    | Celtic                 |
| Kris Boyd                  | 14    | Rangers                |
| Chris Porter               | 14    | Motherwell             |
| Steven Fletcher            | 13    | Hibernian              |
| Noel Hunt                  | 13    | Dundee United          |
| Barry Robson               | 13    | Dundee United / Celtic |
| David Clarkson             | 12    | Motherwell             |
| Jean-Claude Darcheville    | 12    | Rangers                |
| Lee Miller                 | 12    | Aberdeen               |

## Mesterhármasok
| Góllövő           | Csapata       | Ellenfél      | Dátum                |
| ----------------- | ------------- | ------------- | -------------------- |
| Scott McDonald    | Celtic        | Dundee United | 2007. szeptember 29. |
| Clayton Donaldson | Hibernian     | Kilmarnock    | 2007. szeptember 29. |
| Scott McDonald    | Celtic        | Motherwell    | 2007. október 27.    |
| Aiden McGeady     | Celtic        | Falkirk       | 2007. december 11.   |
| Barry Robson      | Dundee United | Hearts        | 2008. január 2.      |
| Steven Fletcher   | Hibernian     | Gretna        | 2008. február 13.    |

## Díjazottak
A skót futballszakírók minden hónap, illetve a szezon végén is megszavazták a legjobbakat.

### Havi díjak
| Hónap            | Menedzser                    | Játékos                      | Fiatal játékos                 | Feltörekvő csillag         |
| ---------------- | ---------------------------- | ---------------------------- | ------------------------------ | -------------------------- |
| 2007. augusztus  | Walter Smith (Rangers)       | Carlos Cuéllar (Rangers)     | Steven Fletcher (Hibernian)    | Mark Staunton (Falkirk)    |
| 2007. szeptember | John Collins (Hibernian)     | Scott McDonald (Celtic)      | Andrew Driver (Hearts)         | Scott Anson (Kilmarnock)   |
| 2007. október    | Craig Levein (Dundee United) | Lee Wilkie (Dundee United)   | Ross McCormack (Motherwell)    | Jack Wilson (Hibernian)    |
| 2007. november   | Mark McGhee (Motherwell)     | Aiden McGeady (Celtic)       | Ross McCormack (Motherwell)    | Liam Cusack (Gretna)       |
| 2007. december   | Craig Brewster (Inverness)   | Marius Niculae (Inverness)   | Scott Arfield (Falkirk)        | —                          |
| 2008. január     | Walter Smith (Rangers)       | Barry Robson (Dundee United) | Danny Grainger (Dundee United) | —                          |
| 2008. február    | Mixu Paatelainen (Hibernian) | Aiden McGeady (Celtic)       | Steven Fletcher (Hibernian)    | Ryan Strachan (Aberdeen)   |
| 2008. március    | Walter Smith (Rangers        | Darren Barr (Falkirk)        | Garry Kenneth (Dundee United)  | Sean Crighton (St. Mirren) |
| 2008. április    | Gordon Strachan (Celtic)     | Barry Robson (Celtic)        | Gary Glen (Hearts)             | —                          |

### A szezon legjobbjai
| Díj                                       | Díjazott                                        |
| ----------------------------------------- | ----------------------------------------------- |
| A legjobb játékos                         | Carlos Cuéllar (Rangers)                        |
| A legjobb menedzser                       | Walter Smith (Rangers)                          |
| A legjobb fiatal játékos                  | Aiden McGeady (Celtic)                          |
| A legszebb gól                            | Willo Flood (Dundee United, a St. Mirren ellen) |
| A legjobb 19 éven aluli játékos           | Scott Anson (Kilmarnock)                        |
| A legjobb klub-média kapcsolat            | Kilmarnock                                      |
| A legjobb szurkolói kezdeményezés         | Hearts                                          |
| A legjobb körülmények a szurkolók számára | Rangers                                         |
| A legjobb közösségi kezdeményezés         | Falkirk                                         |
| A legközkedveltebb idegenbeli pálya       | Tynecastle Stadium (Hearts)                     |

## Stadionok
| Helyezés | Csapat        | Stadion            | Befogadóképesség | Legalacsonyabb nézőszám | Legmagasabb nézőszám | Átlagnézőszám |
| -------- | ------------- | ------------------ | ---------------- | ----------------------- | -------------------- | ------------- |
| 1.       | Celtic        | Celtic Park        | 60 832           | 45 000                  | 60 000               | 56 676        |
| 2.       | Rangers       | Ibrox Stadium      | 51 082           | 47 419                  | 50 440               | 49 143        |
| 3.       | Motherwell    | Fir Park           | 13 742           | 4 259                   | 10 445               | 6 598         |
| 4.       | Aberdeen      | Pittodrie Stadium  | 22 199           | 8 240                   | 17 798               | 11 993        |
| 5.       | Dundee United | Tannadice Park     | 14 209           | 5 845                   | 13 613               | 8 530         |
| 6.       | Hibernian     | Easter Road        | 17 500           | 7 650                   | 17 015               | 13 840        |
| 7.       | Falkirk       | Falkirk Stadium    | 6 935            | 4 490                   | 6 803                | 5 567         |
| 8.       | Hearts        | Tynecastle Stadium | 17 420           | 10 512                  | 17 131               | 15 930        |
| 9.       | Inverness     | Caledonian Stadium | 7 711            | 3 420                   | 7 753                | 4 752         |
| 10.      | St. Mirren    | St. Mirren Park    | 10 800           | 3 163                   | 7 840                | 4 547         |
| 11.      | Kilmarnock    | Rugby Park         | 18 128           | 4 086                   | 11 544               | 6 181         |
| 12.      | Gretna        | Fir Park           | 13 742           | 4 259                   | 10 445               | 6 598         |

A Gretna a Motherwell stadionjában, a Fir Parkban játszotta hazai meccseit, amíg saját pályáját, a Raydale-t felújították. Mikor pedig márciusban a Fir Park talaja játékra alkalmatlannak bizonyult, a Gretna-Celtic találkozót a másodosztályú Livingston stadionjában, az Almondvale-ben rendezték.

## Edzőváltások
| Csapat     | Távozó menedzser  | Távozás időpontja  | Új menedzser                       | Megállapodás időpontja |
| ---------- | ----------------- | ------------------ | ---------------------------------- | ---------------------- |
| Motherwell | Maurice Malpas    | 2007. június 18.   | Mark McGhee                        | 2007. június 1.        |
| Gretna     | Rowan Alexander   | 2007. augusztus 4. | David Irons                        | 2007. július 18.       |
| Hearts     | Valdas Ivanauskas |                    | Stephen Frail & Anatoly Korobochka | 2007. július 30.       |
| Inverness  | Charlie Christie  | 2007. augusztus    | Craig Brewster                     | 2007. augusztus 27.    |
| Hibernian  | John Collins      | 2007. december 20. | Mixu Paatelainen                   | 2008. január 10.       |
| Gretna     | David Irons       | 2008. február 19.  | Mick Wadsworth                     | 2008. február 19.      |
| Hearts     | Stephen Frail     | 2008. május 27.    | László Csaba                       | 2008. július 11.       |